# Балка Якушева
Балка Якушева — балка (річка) в Україні у Новопсковському районі Луганської області. Ліва притока річки Білої (басейн Дону).

## Опис
Довжина балки приблизно 9,42 км, найкоротша відстань між витоком і гирлом — 8,55 км, коефіцієнт звивистості річки — 1,10. Формується декількома струмками та загатами. На деяких ділянках балка пересихає.

## Розташування
Бере початок на південно-західній стороні від села Зелений Гай. Тече переважно на північний захід і на східній околиці села Павленкове впадає в річку Білу, ліву притоку річки Айдару.

## Цікаві факти
- XX столітті на балці існували молочно-тваринна ферма (МТФ), газгольдер та газова саердловина[3].